# 橋本治
橋本 治（はしもと おさむ、1948年〈昭和23年〉3月25日 - 2019年〈平成31年〉1月29日）は、日本の小説家、評論家、随筆家。
イラストで注目され、『桃尻娘』（1977年）で作家としてデビューすると博学や独特の文体を駆使し、古典の現代語訳、評論・戯曲など多才ぶりを発揮する。作品に『桃尻語訳 枕草子』（1987 - 1988年）、『蝶のゆくえ』（2004年）、『初夏の色』（2013年）などがある。

## 来歴
東京都杉並区の商家の息子に生まれる。1951年3歳の時に世田谷区に転居し、杉並区の小中学校を経て1963年都立豊多摩高校に入学。1966年に同校卒業後予備校に通う。
1967年、東京大学文科III類入学。在学中に歌舞伎と出会い、大学で唯一の友人であった船曳建夫とよく一緒に歌舞伎を見に行った。歌舞伎研究会に入り、出演だけでなくパンフレットや舞台美術も手がけた。1968年(昭和43年)大学2年次に、「とめてくれるなおっかさん 背中のいちょうが泣いている 男東大どこへ行く」というコピーを打った東京大学駒場祭のポスターで注目される（当時は東大紛争のさなか）。同大学卒業後、イラストレーターを経て、 1977年の小説『桃尻娘』(第29回小説現代新人賞佳作)を振り出しに、文筆業に転じる。該博な知識と独特な文体を駆使して、評論家・随筆家として活躍する一方で、古典文学の現代語訳・二次創作にも取り組んだ。
学生時代から編み物を始め、1983年までの15年間に60枚もセーターを編んだ。製図を作ってから精密に編み込まれたセーターなどが話題を呼び、「男の編み物」を出版するに至った。編み込まれた題材は、デビッド・ボウイのアラジン・セイン、山口百恵、浮世絵など。モデルは、糸井重里、野坂昭如、早川タケジらが務めた。
1984年度のフジテレビのイメージキャラクターをおかわりシスターズと共に務めたことがある。
1991年に米国で出版された現代日本文学のアンソロジー『Monkey brain sushi』に「愛の牡丹雪」の英訳が収録された 。
1992年、小学館ヤングサンデーの主催するサマーセミナーで講師を務めた。1993年、雑誌「芸術新潮」で連載「ひらがな日本美術史」を開始。1995年、雑誌「WIRED」の創刊2号(1995年3月号)で大友良英とトークセッション。1999年11月9日 - 23日には、東京・三軒茶屋シアタートラムで篠井英介の一人芝居『女賊』の作・演出を務めた。
2004年、文化論『上司は思いつきでものを言う』がベストセラーになった。
2005年、雑誌「芸術新潮」での連載「ひらがな日本美術史」が終了。2009年1月、「新潮」2009年2月号に「巡礼」が一挙掲載される。橋本の小説が文芸誌に掲載されたのはこの作品が初めてであった。バブル崩壊期に不動産がらみの借金を負い、毎月100万円が返済に消えてゆくと告白した。
2009年から2010年にかけて刊行した『巡礼』『橋』『リア家の人々』は「戦後3部作」と呼ばれた。
2010年に免疫性の難病である顕微鏡的多発血管炎になった。
2011年1月5日～2月27日に千葉県立中央図書館で行われた企画展示「千葉の文化、再はっけん！～『八犬伝』の楽しさ紹介します～」において、『南総里見八犬伝』から生まれた現代の作品として橋本の『ハイスクール八犬伝』5巻、6巻が展示された。2013年11月16日、東京都立西高等学校で「役に立たないことの大切さ」と題して講演会を行った。
2018年に作家デビュー40周年記念として『草薙の剣』を出版し、野間文芸賞を受賞した
。同年6月に上顎洞癌の診断を受け、手術のために入院し、10月に退院した。同年11月の野間文芸賞受賞会見は体調不良で欠席し、12月の贈呈式では編集者が受賞スピーチを代読した 。
2019年1月29日午後3時9分、肺炎のため東京都新宿区の病院で死去。尾崎紅葉著『金色夜叉』を種本にした翻案小説『黄金夜界』が遺作となった。
2020年1月末、東京都内で橋本を「偲ぶ会」が開催された。発起人は岡田嘉夫らがつとめ、出席者には糸井重里、内田樹、加藤登紀子、関川夏央、高橋源一郎、養老孟司らがいた。
没後に遺族より直筆原稿を含む資料が、県立神奈川近代文学館へ寄贈された。同館では2024年に「帰って来た橋本治展」を開催している。

## 業績

### イラストレイターとして
橋本がイラストレイターを生業として考えたのは、浪人生時代の当時18歳だった。その後、東京大学在学中の1968年（昭和43年）、美術サークルのほかにデザイン研究会と歌舞伎研究会に所属する中で、第19回駒場祭ポスター応募した原画が採用された。
1974年7月にポリドールレコードから発売された「昭和枯れすゝき」のレコードジャケットのイラストを切り絵で手がける。テレビドラマ演出家の久世光彦は、この曲を雀荘の有線放送で聞いてドラマの挿入歌として使うことを決めるが、曲を探し当てた際に見たジャケットイラストを高く評価し、作者である橋本を探しあてて、そのドラマのタイトルバックのイラストを依頼した。同年10月に放送開始した「時間ですよ 昭和元年」がそれであり、1977年11月に放送開始した「せい子宙太郎」のタイトルバックも久世の依頼による。久世は駒場祭のポスターも気にいり（作者の橋本を知る前に）「時間ですよ」の健ちゃん（堺正章）の部屋に貼ってドラマに登場させており、視聴者から問い合わせが多かったという。

### 古典の翻訳
『桃尻語訳枕草子』（上・中・下巻）では、『枕草子』を読みやすく翻訳することを目指し、原文に忠実に訳しつつ、背景となっている平安時代の貴族の生活の註を詳しく入れた。
『窯変源氏物語』（全14巻）では、光源氏の一人称の書き言葉に翻訳した。3年間軽井沢の山中にこもって執筆し、400字詰め原稿用紙で9700枚の量になった。谷崎源氏の版元である中央公論社から出版したことについて、橋本は「そこ以外から出す気はなかった」と述べている。
『双調平家物語』（全15巻）は400字詰め原稿用紙で8400枚の量になった。執筆に際して、合計数十メートルにもなる巻物の年表と系図を作成した。既製の系図にはない女性の名前も調べ上げて加えた。

### 評論
2005年に筑摩書房から創刊された「ちくまプリマー新書」の発案に関わる。「最初は教科書を書いてくれっていう話」の依頼を受けたが、「子供に必要なのは雑然たる知識」だから、「一冊本を読めたって思える程度の薄さ」の「いろんな副読本」をシリーズにしてはどうか、と逆に提案する形で企画書を書いたことにより、初歩読本・入門書という「プリマー」を関した若者向け新書の創刊になった。

### 編み物
橋本は奇抜な服装で大学に通っていた。母の美代子が編み古しの毛糸で橋本のためにセーターを編んだところ、橋本は編み方に興味を示した。編み方を教えると、自分でやり始めて病みつきになった。「編み物とは、同じことを繰り返していれば線が面になっていくという新鮮で魅力的な作業である」と述べている。
自分が着たいセーターがなかなか見つからず、自分で編もうという気になった。自分流にデザインするようになり、模様はどんどん複雑になっていった。着るセーターが全部手製という時期もあった。褒められると人にあげてしまうため、橋本の手元には残らなかった。
橋本は読書しながら編み物をした。学生の時、本が嫌いだったが、編物をすると手が動き、リズムが出るので本を読むのがはかどったという。卒論を書く際には、机にじっと座って本を読むことが生産的だと思えず苦痛で、安心するためにセーターを編んだ。
服装で抵抗するなんて大人らしくないというような考えは信用せず、自分でセーターを編んで着ることを、日常的な抵抗として意義があることと考えていた(p20)。
「小説現代」1978年12月号に「私のコレクション オリジナルセーター」というグラビアが掲載され、橋本のニットコレクションが初めて披露された。その後取材依頼が続き、「週刊宝石」1982年12月17日号では「毛糸と針の錬金術師 橋本治のニット展覧会」と題して8ページの特集が組まれた。この記事が1983年11月の『男の編み物、橋本治の手トリ足トリ』刊行につながった。
1982年11月に日本ヴォーグ社の「創作ニット大賞（グランプリ）」の審査員、1983年5月に、西武流通グループ「全ニッポン雑巾コンテスト」審査員となる。
1984年11月3日、柏ローズタウン開店5周年と柏市制30周年記念を兼ねたイベント「KASHIWA PERFORMANCE'84」が柏市民体育館で開催された。プログラムの中には橋本の自作ニットのファッションショーもあり、橋本が編んだ70着以上のニットを着たタレントやモデルがランウェイを歩いた。橋本はショーの演出も手がけ、会場中央に設置されたヤグラから解説をした。ショーの準備のため8月一杯で作家活動を休止し、9月から編み物に没頭した。
作家業が多忙になると、同じように手を動かす作業でも一人にしかあげられないセーターを編むことより原稿を書く方が優先されるようになった。
1994年に雑誌で小宮悦子と対談した際には、「10年ぶりの新作」として結び文の模様のセーターを着用した。
糸井重里は、借金の利息代わりにセーターをもらっており、橋本の書く文章と編んだセーターはそっくりだと述べている。高橋源一郎は橋本についてセーターも文章もなんでも自分でやってしまう人だと述べている。
橋本が編んだニットの柄には、人物に山口百恵(p2)、沢田研二、デヴィッド・ボウイ(p4)等、他の絵画・イラストを題材としたものに「ペンギニストは眠らない(p6)」「がきデカ(p7)」「ピンクパンサー」「綿の国星」、「あしたのジョー」、東洲斎写楽の「三代目市川高麗蔵の志賀大七」(p8)、「伝　かつら昌院打掛の写し(p108)」「歌川国芳　相馬旧御所(p108)」「国芳筆　崇徳院(p108)」「国芳筆　沢村田之助の傾城敷島標(p109)」「モジリアニ（大きな帽子を被ったジャンヌ・エビュテルヌ）」、オリジナルな柄にぼたん(p107)や魚の骨(p7)、ケシの花(p3)、縞、スミふきのタコ、「キャピュレットの舞踏会」、しょうぶ、花見幕(p3)、吉野山(p105)、遠山春霞(p19)、墨染桜(p3)、逢魔ヶ刻(p106)等がある。

### 受賞・候補歴
- 1977年、『桃尻娘』で第29回小説現代新人賞佳作。
- 1990年10月、『江戸にフランス革命を！』で第17回大佛次郎賞候補に選出されるも落選。
- 1996年、『宗教なんかこわくない！』で第9回新潮学芸賞受賞[50]。
- 2002年、『「三島由紀夫」とはなにものだったのか』で第1回小林秀雄賞受賞[51]。
- 2005年10月、『蝶のゆくえ』で第18回柴田錬三郎賞受賞[52]。
- 2008年11月、『双調　平家物語』で第62回毎日出版文化賞受賞。
- 2018年11月、『草薙の剣』で第71回野間文芸賞受賞[15]。

### 選考委員歴
- 1996年6月の第5回から1998年の第7回までロマン大賞の選考委員を務めた。
- 1996年9月の第33回と翌年9月の第34回について文藝賞の選考委員を務めた。
- 1996年11月の第27回から1998年の第29回までノベル大賞の選考委員を務めた。
- 2007年の第6回から2018年の第17回まで小林秀雄賞の選考委員を務めた。

## 人物
橋本は背が高く、身長が180センチメートルあった。
大学時代は爪に緑や紺のマニキュアを塗っていた。おおくぼひさこは、何回目かに会ったときに二人ともモスグリーンのマニキュアをしていたため、感性に近いものがあると感じたという。

## 評価
天野祐吉は、橋本や村上春樹、村上龍、高橋源一郎らの話し言葉をそのまま活字にしたような文体を「言文一緒体」と評した。
中島梓は橋本を「天才的な洞察力と異常な性格の悪さとまったく独善的な思考過程を持った、普通人にとってはなかなか始末の悪い天才的思想家」と評している。
山形浩生は中学生の頃に『花咲く乙女たちのキンピラゴボウ』に出会ってから橋本の著作を読み続けており、「通俗大衆文化をストレートに日本の社会や個人にまでつなげるやりかたは常に無敵だった」と述べている。
林真理子は橋本を「知の巨人」と評し、「軽やかで自由なところがすごい」「源氏物語、平家物語、といった古典を楽々と自分のものにし、新しい物語として紡ぎ出していく手腕は感嘆するばかりである」と述べている。
高橋源一郎は、『花咲く乙女たちのキンピラゴボウ』に大きな影響を受けたと述べ、小林秀雄、江藤淳、吉本隆明らが「批評の言葉」をつくったのに対し、橋本は批評の新しい言葉をつくり、批評の形を変えたと評している。また、橋本の本を読まなければ作家になっていなかったとも語っている。
中条省平は、『花咲く乙女たちのキンピラゴボウ』との出会いがなければ「自分は一生少女マンガと無縁だったかもしれない」と述べている。

## 著書

### 小説・戯曲
- 『桃尻娘』シリーズ
  - 『桃尻娘』講談社、1978年、のち講談社文庫・ポプラ文庫
  - 『その後の仁義なき桃尻娘』講談社、1983年、のち講談社文庫・ポプラ文庫
  - 『帰ってきた桃尻娘』講談社、1984年、のち講談社文庫・ポプラ文庫
  - 『無花果少年と瓜売小僧（いちぢくボーイとうりうりぼうや）』講談社、1985年、のち講談社文庫
  - 『無花果少年と桃尻娘』講談社、1988年、のち講談社文庫
  - 『雨の温州蜜柑姫（おみかんひめ）』講談社、1990年、のち講談社文庫
    - 以上はのちに『橋本治小説集成』全6巻として刊行、河出書房新社、1997年

  - 『桃尻娘プロポーズ大作戦』大和書房、1995年、のち河出文庫 - ドラマ台本を収録

- 『暗野（ブラックフィールド）』北宋社、1981年、のち河出文庫
- 『ふしぎとぼくらはなにをしたらよいかの殺人事件』徳間書店、1983年、のち徳間文庫・ホーム社[60]
- 『サイモン&ガーファンクルズ・グレイテスト・ヒッツ+1』大和書房、1984年、のちちくま文庫
- 『大戦序曲 詩集』河出書房新社、1985年、のち河出文庫
- 『愛の矢車草』新潮文庫オリジナル、1987年、のちちくま文庫
  - 愛の陽溜り／愛の狩人／愛の牡丹雪／愛の矢車草
- 『ハイスクール八犬伝』全8巻　徳間書店、1987–91年
- 『鞦韆（ぶらんこ）』白夜書房、1988年、のち新潮文庫・ちくま文庫
  - 魔／陣／陣・２／媚／笑／鬼
- 『愛の帆掛舟』新潮文庫、1989年、のちちくま文庫
  - 愛の帆掛舟／愛の真珠貝／愛の百萬弗／愛のハンカチーフ
- 『流水桃花抄』（掌篇小説集）河出書房新社、1991年、のち河出文庫
- 『月食』（戯曲）河出書房新社、1994年
- 『生きる歓び』角川書店、1994年、のち角川文庫
  - にしん／みかん／あんぱん／いんかん／どかん／にんじん／きりん／みしん／ひまん
- 『花物語』絵：さべあのま、集英社、1995年
- 『三日月物語』絵：岡田嘉夫、毎日新聞社、1996年
- 『DARK MOON』写真：おおくぼひさこ、角川書店、1996年
- 『平成絵草紙 女賊』絵：岡田嘉夫、集英社、1998年
- 『つばめの来る日』角川書店、1999年、のち角川文庫
  - 角ざとう／あじフライ／汐干狩／星が降る／水仙／歯ブラシ／カーテン／甘酒／寒山拾得
- 『蝶のゆくえ』集英社、2004年、のち集英社文庫
  - ふらんだーすの犬／ごはん／ほおずき／浅茅が宿／金魚／白菜
- 『Ba-bahその他』筑摩書房、2006年
  - 関寺小町／処女の惑星／逮捕／ぼくとムク犬／他人の愛情／裏庭／孤帝記／海／組長のはまったガンダム／さらば!赤い彗星のシャア／ありふれた娘／火宅／バベルの塔／BA-BAH
- 『夜』集英社、2008年、のち集英社文庫
  - 暮色／灯ともし頃／夜霧／蝋燭／暁闇
- 『巡礼』新潮社、2009年、のち新潮文庫
- 『橋』文藝春秋、2010年、のち文春文庫
- 『リア家の人々』新潮社、2010年、のち新潮文庫
- 『幸いは降る星のごとく』集英社、2012年、のち集英社文庫
- 『初夏の色』新潮社、2013年
  - 助けて／渦巻／父／枝豆／海と陸／団欒
- 『マルメロ草紙 = Le cahier de Marmelo』絵：岡田嘉夫、集英社、2013年
- 『結婚』集英社、2014年
- 『お春』中央公論新社、2016年
- 『九十八歳になった私』講談社、2018年
- 『草薙の剣』新潮社、2018年、のち新潮文庫
- 『おいぼれハムレット（落語世界文学全集）』河出書房新社、2018年
- 『黄金夜界』中央公論新社、2019年（初出：読売新聞、2017年9月30日〜2018年6月30日、全266回）、のち中公文庫
- 『人工島戦記　あるいは、ふしぎとぼくらはなにをしたらよいかのこども百科』集英社、2021年（初出：小説すばる、1993年10月号〜1994年3月号、その後十数年にわたって大幅な加筆修正が加えられたが、逝去により未完。遺族の了解のもと刊行された）
- 『マルメロ草紙 = édition courante』絵：岡田嘉夫、ホーム社、2021年

### 評論・エッセイ
- 『花咲く乙女たちのキンピラゴボウ』北宋社、1979–81年、のち河出文庫
- 『秘本世界生玉子』北宋社、1981年、のち河出文庫
- 『よくない文章ドク本』大和書房、1982年、のち徳間文庫
- 『熱血シュークリーム』北宋社、1982年（上巻のみ刊行）
  - のちに増補して『熱血シュークリーム 橋本治少年マンガ読本』毎日新聞出版、2019年
- 『蓮と刀 どうして男は"男"をこわがるのか』作品社、1982年、のち河出文庫
- 『極楽迄ハ何哩』河出書房新社、1983年、のち徳間文庫
- 『男の編み物、橋本治の手トリ足トリ』河出書房新社、1983年
  - 新装版『男の編み物、橋本治の手トリ足トリ』河出書房新社、1989年（ハードカバー）
- 『革命的半ズボン主義宣言』冬樹社、1984年、のち河出文庫
- 『とうに涅槃をすぎて』徳間文庫、1984年
- 『根性』朝日出版社週刊本、1985年、のち徳間文庫
- 『合言葉は勇気』筑摩書房、1985年、のち文庫
- 『デビッド100コラム』冬樹社、1985年、のち河出文庫
- 『親子の世紀末人生相談』フィクション・インク、1985年
  - 改題『青空人生相談所』ちくま文庫、1987年
- 『ヴィヴィッドボーイのカリキュラム』パルコ出版局、1985年
- 『ロバート本』作品社、1986年、のち河出文庫
- 『完本 チャンバラ時代劇講座』徳間書店、1986年、のち河出文庫
- 『恋愛論』講談社文庫オリジナル、1986年、のちSB文庫、文庫ぎんが堂
- 『問題発言』全2巻 思想の科学社、1987年 - 1988年
- 『アストロモモンガ』ネスコ、1987年、のち河出文庫
- 『貞女への道』主婦の友社、1987年、のち河出文庫・ちくま文庫
- 『オイディプス燕返し!! 蓮と刀・青年篇』河出書房新社、1987年
- 『虹のヲルゴオル』大和書房、1988年、のち講談社文庫
- 『ぼくたちの近代史』主婦の友社、1988年、のち河出文庫
- 『風雅の虎の巻』作品社、1988年、のち講談社文庫・ちくま文庫
- 『橋本治雑文集成パンセ』全7巻 河出書房新社、1989–90年、のち河出文庫
- 『さまざまなエンディング』主婦の友社、1990年
- 『江戸にフランス革命を!』青土社、1990年、のち中公文庫
- 『'89』マドラ出版、1990年、のち河出文庫
- 『武器よさらば』橋本治書簡集1972–1989、弓立社、1990年
- 『恋の花詞集  歌謡曲が輝いていた時』音楽之友社、1990年、のちちくま文庫
- 『義経伝説』河出書房新社、1991年
- 『青春つーのはなに?』集英社文庫、1991年
- 『ナインティーズ』小学館、1991年、のち河出文庫
- 『橋本治の思考論理学』夜中の学校 2、マドラ出版、1992年
- 『シンデレラボーイ シンデレラガール』河出文庫、1992年
- 「貧乏は正しい!」シリーズ
  - 『貧乏は正しい!』小学館、1993年、のち小学館文庫
  - 『貧乏は正しい! ぼくらの最終戦争』小学館、1995年、のち小学館文庫
  - 『貧乏は正しい! ぼくらの東京物語』小学館、1996年、のち小学館文庫
  - 『貧乏は正しい! ぼくらの資本論』小学館、1996年、のち小学館文庫
  - 『貧乏は正しい! ぼくらの未来計画』小学館、1996年、のち小学館文庫
- 『源氏供養』中央公論社、1993年 - 94年、のち中公文庫
- 『ぼくらのsex』集英社、1993年、のち集英社文庫
- 『ぬえの名前』岩波書店、1993年、のち幻冬舎文庫
- 『絶滅女類図鑑』文藝春秋、1994年、のち文春文庫
- 『浮上せよと活字は言う』中央公論社、1994年、のち平凡社ライブラリー
- 『美男へのレッスン』中央公論社、1994年
- 『秋夜』小論集、中央公論社、1994年
- 『宗教なんかこわくない!』マドラ出版、1995年、のちちくま文庫
- 『春宵』小論集、中央公論社、1995年
- 『「広告批評」の橋本治』マドラ出版、1995年
- 『ひらがな日本美術史』全7巻 新潮社、1995–2007年
- 『幕末の修羅絵師国芳』とんぼの本、新潮社、1995年
- 『無意味な年無意味な思想』マガジンハウス、1997年
- 『橋本治の明星的大青春』集英社文庫、1997年
- 『橋本治の男になるのだ』ゴマブックス、1997年
  - 改題『これも男の生きる道』ちくま文庫
- 『ハシモト式古典入門』ゴマブックス、1997年
  - 改題『これで古典がよくわかる』ちくま文庫
- 『消えた言葉』アルク新書、1998年
- 『冬暁』小論集、中央公論社、1998年
- 『夏日』小論集、中央公論社、1998年
- 「ああでもなくこうでもなく」シリーズ
  - 『ああでもなくこうでもなく』マドラ出版、2000年
  - 『さらに、ああでもなくこうでもなく』マドラ出版、2001年
  - 『「日本が変わってゆく」の論（ああでもなくこうでもなく 3）』、マドラ出版、2002年
  - 『戦争のある世界（ああでもなくこうでもなく 4）』、マドラ出版、2004年
  - 『このストレスな社会!（ああでもなくこうでもなく 5）』、マドラ出版、2006年
  - 『最後の「ああでもなくこうでもなく」そして、時代は続いて行く』マドラ出版、2008年
- 『天使のウインク』中央公論新社、2000年
- 『二十世紀』毎日新聞社、2001年、のちちくま文庫
- 『橋本治が大辞林を使う』三省堂、2001年
- 『「わからない」という方法』集英社新書、2001年
- 『大江戸歌舞伎はこんなもの』筑摩書房、2001年、のち筑摩文庫
- 『「三島由紀夫」とはなにものだったのか』新潮社、2002年、のち新潮文庫
- 『人はなぜ「美しい」がわかるのか』ちくま新書、2002年
- 『シネマほらセット』河出書房新社、2004年
- 『いま私たちが考えるべきこと』新潮社、2004年、のち新潮文庫
- 『上司は思いつきで物を言う』集英社新書、2004年
- 『ちゃんと話すための敬語の本』ちくまプリマー新書、2005年
- 『勉強ができなくても恥ずかしくない』1-3、ちくまプリマー新書、2005年
- 『ひろい世界のかたすみで』マガジンハウス、2005年
- 『乱世を生きる市場原理は嘘かもしれない』集英社新書、2005年
- 「橋本治という行き方」シリーズ
  - 『橋本治という行き方 - What a way to go! -』朝日新聞社、2005年
  - 『橋本治という考え方 - What kind of fool am I -』朝日新聞社、2009年
  - 『橋本治という立ち止まり方 - On the street where you live -』朝日新聞出版、2012年
- 『失楽園の向こう側』小学館文庫、2006年
- 『権力の日本人』双調平家物語ノート 1、講談社、2006年
- 『小林秀雄の恵み』新潮社、2007
- 『日本の行く道』集英社新書、2007年
- 『いちばんさいしょの算数 1–2』ちくまプリマー新書、2008年
- 『あなたの苦手な彼女について』ちくま新書、2008年
- 『大不況には本を読む』中公新書ラクレ、2009年、のち河出文庫
- 『明日は昨日の風が吹く』マドラ出版、2009年
- 『院政の日本人』双調平家物語ノート 2、講談社、2009年
- 『日本の女帝の物語 - あまりにも現代的な古代の六人の女帝達』集英社新書、2009年
- 「失われた近代を求めて」シリーズ
  - 『失われた近代を求めて I 言文一致体の誕生』朝日新聞出版、2010年
  - 『失われた近代を求めて II 自然主義と呼ばれたもの達』朝日新聞出版、2013年
  - 『失われた近代を求めて III 明治二十年代の作家達』朝日新聞出版、2014年
- 『浄瑠璃を読もう』新潮社、2012年
- 『その未来はどうなの?』集英社新書、2012年
- 『国家を考える』ZINCLO! BLUE 001、グレイプス、2013年
- 『古典を読んでみましょう』ちくまプリマー新書、2014年
- 『義太夫を聴こう』河出書房新社、2015年
- 『いつまでも若いと思うなよ』新潮新書、2015年
- 『性のタブーのない日本』集英社新書、2015年
- 『負けない力』大和書房、2015年、のち朝日文庫
- 『百人一首がよくわかる』講談社、2016年
- 『福沢諭吉の「学問のすゝめ」』幻冬舎、2016年
- 『国家を考えてみよう』ちくまプリマー新書、2016年
- 『たとえ世界が終わってもーその先の日本を生きる君たちへ』集英社新書、2017年
- 『知性の顚覆 日本人がバカになってしまう構造』朝日新書、2017年
- 『バカになったか日本人』集英社文庫、2018年
- 『いとも優雅な意地悪の教本』集英社新書、2017年
- 『橋本治のかけこみ人生相談』幻冬舎文庫、2018年
- 『思いつきで世界は進む: 「遠い地平、低い視点」で考えた50のこと』ちくま新書、2019年
  - PR誌「ちくま」で2014年7月号から2018年8月号まで連載した巻頭随筆をまとめたもの
- 『父権制の崩壊 あるいは指導者はもう来ない』朝日新書、2019年
- 『マンガ哲学辞典』河出書房新社、2019年
- 『そして、みんなバカになった』河出新書、2020年
- 『「原っぱ」という社会がほしい』河出新書、2021年

### 古典の現代語訳
- 『桃尻語訳 枕草子』全3巻 原作：清少納言『枕草子』、河出書房新社、1987年 - 1988年、のち河出文庫
- 『絵本 徒然草』原作：兼好法師『徒然草』、河出書房新社、1990年、のち河出文庫
- 『窯変源氏物語』全14巻 原作：紫式部『源氏物語』、中央公論社、1991年–1993年、のち中公文庫
- 『古事記』原作：太安万侶編『古事記』、少年少女古典文学館 1、講談社、1993年
- 『笛吹童子』原作：北村寿夫『笛吹童子』、痛快世界の冒険文学、講談社、1998年
- 『双調 平家物語』全15巻　原作：作者不詳『平家物語』、中央公論新社、1998年–2007年、のち中公文庫
- 『仮名手本忠臣蔵』原作：二代目竹田出雲・三好松洛・並木千柳『仮名手本忠臣蔵』、橋本治・岡田嘉夫の歌舞伎絵巻 1、ポプラ社、2003年
- 『桃尻語訳 百人一首』原作：藤原定家編『百人一首』、海竜社、2003年
- 『義経千本桜』原作：二代目竹田出雲・三好松洛・並木千柳『義経千本桜』、橋本治・岡田嘉夫の歌舞伎絵巻 2、ポプラ社、2005年
- 『菅原伝授手習鑑』原作：二代目竹田出雲・三好松洛・並木千柳『菅原伝授手習鑑』、橋本治・岡田嘉夫の歌舞伎絵巻 3、ポプラ社、2007年
- 『国性爺合戦』原作：近松門左衛門『国性爺合戦』、橋本治・岡田嘉夫の歌舞伎絵巻 4、ポプラ社、2010年
- 『妹背山婦女庭訓』原作：近松半二・松田ばく・栄善平・近松東南・三好松洛『妹背山婦女庭訓』、橋本治・岡田嘉夫の歌舞伎絵巻 5、ポプラ社、2012年
- 『はまぐりの草紙〈現代版〉絵本御伽草紙』講談社、2015年

### イラスト
- 橋本治「東大版博徒列伝」『文藝春秋漫画讀本』第16巻第4号、文藝春秋社、1969年4月、大宅壮一文庫所蔵:100082008。
  - 斎藤宣彦 編『破壊せよ、と笑いは言った』筑摩書房〈ちくま文庫 現代マンガ選集〉、2020年6月、142-147頁。ISBN 978-4-480-43672-6。に再録。
- 『橋本治画集』マドラ出版、1991年
- 『橋本治歌舞伎画文集 - かぶきのよう分からん』演劇出版社、1992年

### 共著
- 『悔いあらためて』糸井重里共著、北宋社、1980年、のち光文社文庫
- 『明日は騒乱罪 : 学校にない教科書』戸井十月 編、第三書館、1980年、のち新装
- 『覆刻版恋するももんが』都立魔界高校文芸班と共編集著、リビングマガジン、1984年
- 『ふたりの平成』中野翠共著、主婦の友社、1991年、のちちくま文庫
- 『仲よく貧しく美しく』島森路子共著、マドラ出版、1994年
- 『愛の処方せん』福島瑞穂共著、毎日新聞社、1995年
- 『子どもが子どもだったころ』毛利子来共著、集英社、1998年、のち集英社文庫
- 『川田晴久と美空ひばり  アメリカ公演』岡村和恵共著、中央公論新社、2003年
- 『話せばわかる! : 養老孟司対談集 : 身体がものをいう』、清流出版、2003年
- 『モディリアーニの恋人』宮下規久朗共著、新潮社（とんぼの本）、2008年
- 『橋本治と内田樹』内田樹共著、筑摩書房、2008年
- 『河原久雄 文楽写真集』構成、日本経済新聞社、2009年
- 『Talk: 橋本治対談集』ランダムハウス講談社、2010年
  - 高橋源一郎、浅田彰、茂木健一郎、三田村雅子、田中貴子、天野祐吉との対談を収録
- 『ことばを尋ねて―島森路子インタビュー集1』、天野祐吉作業室、2010年
- 『大人の学校 卒業編 』杉浦日向子, 中沢新一, 養老孟司, 天野祐吉 編著、静山社文庫、2010年
- 『復興の精神』養老孟司他共著、新潮新書 、2011年
- 『浮世絵入門 恋する春画』早川聞多・赤間亮・橋本麻里共著、新潮社（とんぼの本）、2011年
- 『だめだし日本語論』橋爪大三郎共著、太田出版、2017年

### 外国語に翻訳された作品
- "Monkey brain sushi : new tastes in Japanese fiction" Kodansha International, 1991年, ISBN 4770015437 - 「愛の牡丹雪」、英語、"Peony snowflakes of love" Mona Tellier 訳 所収
- "Monkey brain sushi" Oscar Mondadori, 2005年, ISBN 880454774X - 「愛の牡丹雪」、イタリア語、"Fiocchi di neve di peonia" Francesca Tondi 訳 所収
- "겐타의 원맨쇼" 예원미디어, 2008年、ISBN 9788991413368 - 「勉強ができなくても恥ずかしくない」、韓国語、홍성민訳
- "Le pèlerinage" Actes sud, 2013年, ISBN 9782330017705 - 「巡礼」フランス語訳、Patrick Honnoré 訳

## 作詞
- パンタ「悲しみよようこそ」「恋のクレセント・ムーン」 - アルバム『KISS』収録（1981年）
- 前川清「真昼なり」 - シングル『雪列車』カップリング収録（1982年）

## 脚本
- 『ピーマン白書』第4話、1980年11月1日放送分、フジテレビ。サブタイトルは「先生も生徒がいなけりゃタダの人」
- 『パリ物語 - 1920’s 青春のエコール・ド・パリ』、1984年9月24日放送、テレビ朝日
- 『サイケ歌舞伎 月食』1994年、アートスフィア、新神戸オリエンタル劇場
- 『ヴェニスに死す』初演1994年、アートスフィア
- 『女賊』1999年、シアタートラム
- 『白鷺譚』初演2000年、国立劇場小劇場
- 『嶋の爲朝』初演2001年
- 『実録高田馬場』初演2001年、紀伊国屋ホール
- 『城壁のハムレット』2002年
- 『夕霧・左大将道行』2003年、渋谷セルリアンタワー能楽堂
- 『日本海海戦』2004年、渋谷セルリアンタワー能楽堂
- 『雨～入鹿謀戮』2005年、渋谷セルリアンタワー能楽堂
- 『菊慈童』2007年、国立能楽堂
- 『騒音歌舞伎　ボクの四谷怪談』2012年、シアターコクーン、森ノ宮ピロティホール
- 『「源氏物語 玉鬘」旅路の段より長谷寺の段』2015年、紀尾井小ホール
- 『ナザレのマリア』（未発表）

## 雑誌・特集
- 「特集　橋本治と考える「女って何だ？」」『考える人』2002年秋号
- 「特集・橋本治 -『桃尻娘』から『リア家の人々』まで 無限遠の小説家」『ユリイカ  詩と評論』2010年6月号
- 「橋本 治 ロング・インタビュー　どこまでみんなバカになるのか」『熱風』2017年4月号
- 「総特集・橋本治」『ユリイカ』 2019年5月臨時増刊号

## 解説その他

### 解説
- 「トン　カリリ」（大島弓子著『バナナブレッドのプディング』小学館文庫、1980年）
- 「理性の時代に」（有吉佐和子著『母子変容』講談社文庫、1984 年、のち『有吉佐和子の世界』翰林書房、2004年、ISBN 4877371931　再録）
- 「誰が彼女を殺したか」（『月刊カドカワ』1984年11月号、のち『恋愛論』講談社文庫、1986年、ISBN 4061837907　再録）
- 「幸福な鴉」（『日本幻想文学集成２ー三島由紀夫』国書刊行会、1991年、のち『新編日本幻想文学集成７』再録）
- 「凪の海」（『日本幻想文学集成12ー久生十蘭』国書刊行会、1992年、のち『新編日本幻想文学集成３』再録）
- 「生という半身を欠いて」（『日本幻想文学集成２０ー川端康成』国書刊行会、1993年、のち『新編日本幻想文学集成７』再録）
- 「妄想狼少年ではなく、微熱狼少女であること」について（仁川高丸著『微熱狼少女』集英社文庫、1995年）
- 「彼女の生きていた時代」（『有吉佐和子』新潮社、1995年、ISBN 4106206757）
- 「百人の雨傘」（岡井隆著『現代百人一首』朝日文芸文庫、1997年）
- 「描かれなかった絵画達」（塚本邦雄著『百句燦燦』講談社文芸文庫、2008年）
- 「美しさの本」（塚本邦雄著『王朝百首』講談社文芸文庫、2009年）
- 「昔の大人の普通の日記」（久生十蘭著『久生十蘭「従軍日記」』講談社文庫、2012年）
- 「解説」（加藤陽子著『それでも、日本人は「戦争」を選んだ』新潮文庫、2016年）
- 「『異邦人』なのか……」（高橋和巳著『消えたい−−虐待された人の生き方から知る心の幸せ』ちくま文庫、2017年）

## テレビ出演
- 『おとこ東大どこへ行く〜10年目の東大全共闘〜』NHK、1978年
- 月曜ドラマランド『のんき君 2』　フジテレビ、1984年
- 『笑っていいとも』テレフォンショッキング フジテレビ、1984年6月25日
- 『オン・ザ・ロック』BSジャパン、2015年8月30日

## 関連図書

### 作家論
- 『愛のテーマ・序曲／橋本治の研究読本』北宋社、1984年。
- 『橋本治と日本語の言文一致体』（千木良悠子、文學界 2022年1月号）[61]
- 『はじめての橋本治論』千木良悠子、河出書房新社、2024年。ISBN 978-4-309-03179-8
- 『橋本治 追悼総特集　橋本治とは何だったのか？』「KAWADEムック」河出書房新社、2024年。ISBN 978-4-309-97974-8

## 関連人物
- おおくぼひさこ -  1973年ごろから交流があり[53]、『桃尻娘』単行本の著者近影の撮影や[62]、『窯変源氏物語』の挿絵撮影[63]などの共作がある。
- 加藤登紀子 - 加藤のデビュー直後から交流があり、「ほろ酔いコンサート」のポスターを10年ほど橋本が描いた[20]。
- 高橋丁未子 - 1951年生まれのエッセイスト。北宋社の編集者時代に橋本を世に紹介したと言われる。
- 仲井戸麗市 - 1976年ごろ、ミュージカル「ボクの四谷怪談」の原稿を持って仲井戸の元を訪れ、ミュージカルを書いたので曲のつけ方を教えてほしいと依頼した[53]。
- 中野翠 - 1980年ごろ『桃尻娘』シリーズを読んで興奮し、雑誌ライターとしてインタビューをした。対談集『ふたりの平成』（主婦の友社、1991年、のちちくま文庫、1995年）が出版されている[64]。
- パンタ - 頭脳警察の「冬の七夕」は、アルバム『東京オオカミ』のディレクター、マネージャー、プロデューサーをつとめた田原章雄が、橋本の訃報をパンタから受けた際にできた曲がもとになっている[65]。